# Les Anneaux de Saturne
Les Anneaux de Saturne (Die Ringe des Saturn: Eine englische Wallfahrt) est un roman de l'écrivain allemand W. G. Sebald paru en 1995. Le récit à la première personne par un narrateur à l'identité incertaine mais qui ressemble fortement à l'auteur (procédé récurrent dans les œuvres sébaldiennes) relate une longue promenade dans le Suffolk, dans l'est de l'Angleterre. En plus de décrire les lieux qu'il visite et les gens qu'il rencontre, parmi lesquels le traducteur Michael Hamburger, Sebald traite de plusieurs pans de l'Histoire et de la littérature. Il discute notamment de l'introduction de l'élevage du ver à soie en Europe, des écrits de Thomas Browne ou bien de la vie de François-René de Chateaubriand. Ces apparentes digressions sont rattachées à la trame principale d'une manière ou d'une autre. La traduction française par Bernard Kreiss est parue en 1999. Cette même année, il reçoit le prix du Meilleur Livre étranger dans la catégorie des essais.
En 2012, le documentariste anglais Grant Gee a réalisé le film Patience (After Sebald) d'après ce livre.

## Genre et contenu

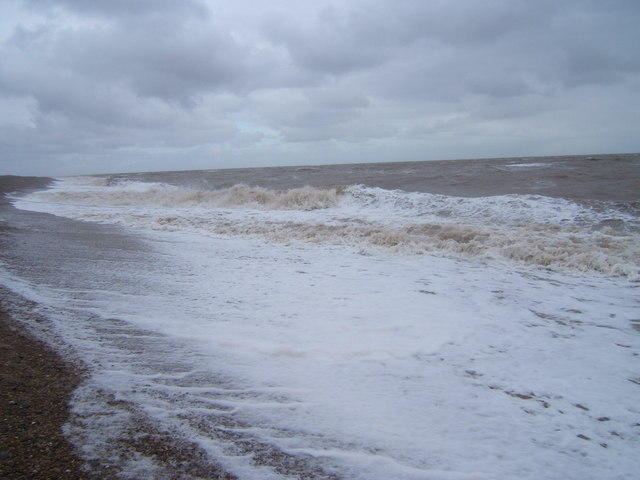
La mer du Nord observée depuis la côte du Suffolk.

Faisant la jonction entre le récit détaillé d'une longue promenade et les méditations engendrées par les lieux visités et les rencontres effectuées au cours du périple, Les Anneaux de Saturne a été qualifié de : « livre hybride [mélangeant] fiction, récit de voyage, biographie, mythe et mémoires » dans le New York Times. Cette impossibilité de catégorisation fait partie intégrante de l'adjectif « sébaldien » qui pourrait signifier « systématiquement réfractaire à la catégorisation ».
La présence de nombreuses photographies en noir et blanc, pour très grande part issues des archives personnelles de l'auteur,  est également une caractéristique habituelle des œuvres de Sebald. Elles ne sont ni légendées ni expliquées mais viennent s'insérer dans une part plus large du récit. En plus de ces photographies, Sebald insère différents documents permettant d'éclairer le texte comme le frontispice d'un ouvrage de Thomas Browne, Le Jardin de Cyrus, ou bien le tableau La Leçon d'anatomie du docteur Tulp peint par Rembrandt en 1632,.

## Thèmes et style
Les thèmes traités dans l'ouvrage sont ceux que l'on retrouve fréquemment chez Sebald : le temps, la mémoire et la question de l'identité. Selon le critique Patrick Lennon, Les Anneaux de Saturne témoigne d'une fusion de l'identité du narrateur sébaldien et de celle de Michael Hamburger : tous deux sont des écrivains allemands ayant immigré en Angleterre et ayant partagé d'autres expériences communes. De plus, l'identité de Michael Hamburger fusionne également avec celle de Friedrich Hölderlin, Sebald omettant volontairement l'usage des guillemets pour présenter les citations ; ainsi, dans ce récit par Sebald des souvenirs du narrateur des souvenirs de Hamburger, il devient difficile de savoir qui s'exprime vraiment.

## Titre

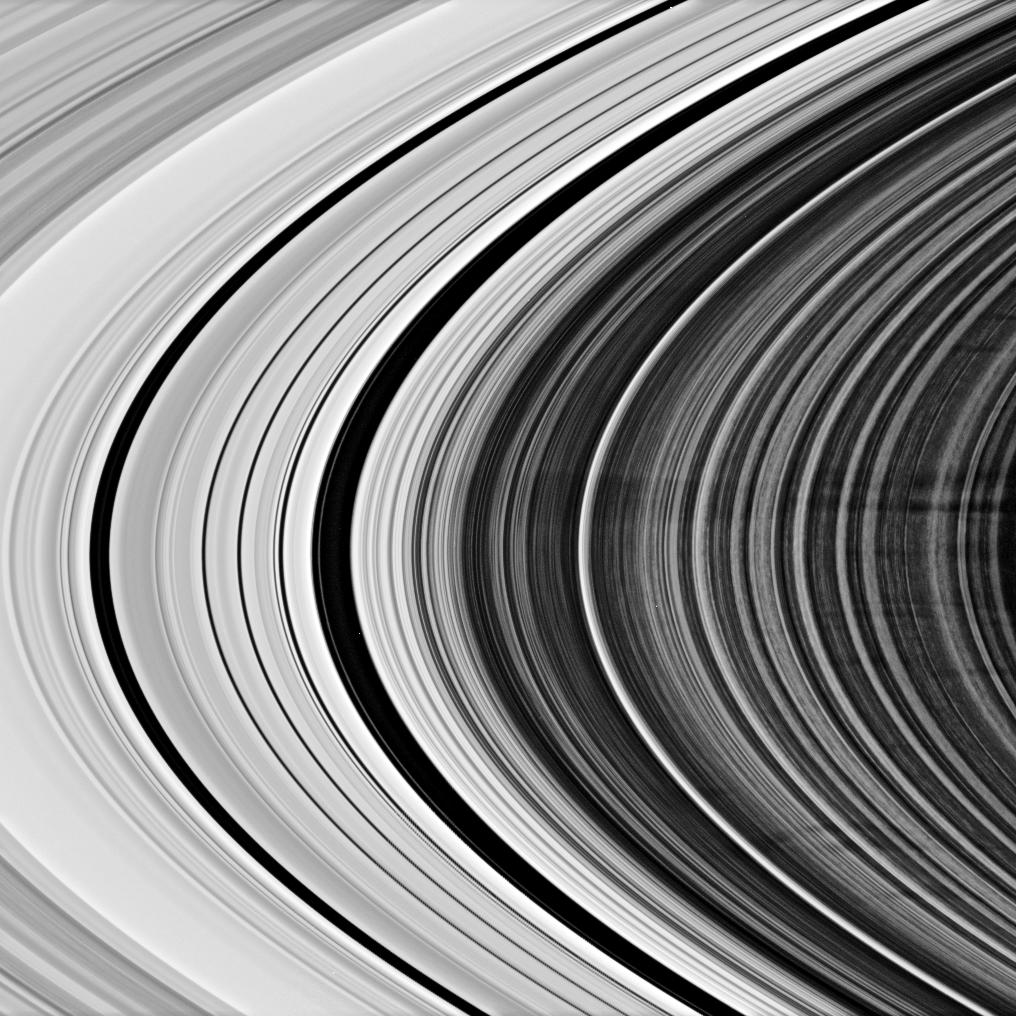
Dans le titre, Saturne renvoie à la planète ainsi qu'au dieu mythologique. Ici, les anneaux de Saturne.

Le titre de l'ouvrage est présent directement à travers la mention de Saturne à deux reprises, la première fois dans une épigraphe tirée de l'Encyclopédie Brockhaus, et la seconde fois dans le quatrième chapitre. L'auteur fait sans doute référence à la planète et à ses anneaux ainsi qu'à son pendant mythologique :

« Les anneaux de Saturne sont constitués de cristaux de glace vraisemblablement mêlés à des particules de météorites qui tournent en bandes circulaires dans le plan de l'équateur de la planète. Sans doute s'agit-il de fragments d'une lune plus ancienne, trop proche de la planète et finalement détruite sous l'effet de la force d'attraction de cette dernière. »

« Ce soir-là, à Southwold, comme j'étais assis à ma place surplombant l'océan allemand, j'eus soudain l'impression de sentir très nettement la lente immersion du monde basculant dans les ténèbres. En Amérique, nous dit Thomas Browne dans son traité sur l'enfouissement des urnes, les chasseurs se lèvent à l'heure où les Persans s'enfoncent dans le plus profond sommeil. L'ombre de la nuit se déplace telle une traîne halée par-dessus terre, et comme presque tout, après le coucher du soleil, s'étend cercle après cercle – ainsi poursuit-il – on pourrait, en suivant toujours le soleil couchant, voir continuellement la sphère habitée par nous pleine de corps allongés, comme coupés et moissonnés par la faux de Saturne – un cimetière interminablement long pour une humanité atteinte du haut mal. »

## Postérité
En 1999, soit l'année de sa traduction en langue française, Les Anneaux de Saturne est salué par le prix du Meilleur Livre étranger dans la catégorie des essais,.
Le documentariste anglais Grant Gee réalise Patience (After Sebald) en 2012. Cherchant à retracer la vie de l'auteur, Gee s'appuie sur l'ensemble de son œuvre mais principalement sur Les Anneaux de Saturne. Des extraits de l'ouvrage sont lus à plusieurs reprises pendant le documentaire, lui-même inclassable au point d'être qualifié de « sébaldien ».